# Telemachia trinitensis
Telemachia trinitensis är en benvedsväxtart som beskrevs av Ignatz Urban. Telemachia trinitensis ingår i släktet Telemachia och familjen Celastraceae. Inga underarter finns listade.